# Astronomy Magazine
Astronomy Magazine este o revistă lunară legată despre astronomie. Conține articole despre astrofizică și astronomie.

## Istoric
Revista are sediu în apropiere de Milwaukee in Waukesha, Wisconsin, este tipărită de Kalmbach Publishing. Printe cititori sunt incluși cei interesați de astronomie, de cei care vor să știe despre următoarele evenimente ce vor avea loc pe cer, astrofotografie.
A fost fondată în 1973 de Sthephen A. Walther, un absolvent al universității din Wisconsin-Stevens Point. Primul număr, în august 1973, a contat în 48 de pagini cu 5 articole și informații despre ce să vezi pe cer în luna respectivă.
AstroMedia, compania lui Walther care publica revista, îl aduce pe Richard Berry ca editor. Berry a creat de asemenea revista pentru copii Odyssey.

## Popularitate
Este cea mai vândută revistă de astronomie din lume, aproximativ 114.080 de cititori pe lună.